# Пучко, Александр Александрович
Александр Александрович Пучко (29 июня 1934, Мариуполь, СССР — 2 января 2001) — советский железнодорожник, начальник Южной железной дороги (1983-1995), депутат ВР УССР XI созыва (1985-1990), народный депутат Украины I созыва (1990-1994). Кавалер Ордена Трудового Красного Знамени и Ордена «Знак Почета».

## Биография
Александр Пучко родился в Мариуполе в семье служащего. В 1957 году окончил Харьковский институт инженеров железнодорожного транспорта, по специальности инженер-эксплуатационник. После окончания учебы работал дежурным по станции и маневровым диспетчером на станции Основа. В 1961 году стал членом КПСС. В 1961 году получил должность старшего инженера, а впоследствии и заместителя начальника станции. С 1963 года — начальник станции Харьков-Балашовский. В 1967 году Пучко перешел к Харьковского отделения и вскоре был назначен заместителем начальника службы движения Южной железной дороги. В 1972 году он получил должность начальника Сумского отделения, а через два года стал заместителем начальника железной дороги.
В 1977 году Александра Пучко назначают начальником отдела — заместителем начальника Главного управления движения Министерства путей сообщения в Москве. Отшлифовав мастерство управления процессами перевозок в масштабах страны, Пучко возвращается на Южную железную дорогу, где с 1980 года занимает должность первого заместителя начальника дороги, а с 1983 года — начальника Южной железной дороги.
С 1985 по 1990 год был депутатом Верховного Совета УССР XI созыва. В 1990 году был избран народным депутатом Украины I созыва (XII созыва ВС УССР) по Люботинскому избирательному округу № 390, находился на посту до конца каденции парламента. Был членом комиссии по вопросам развития базовых отраслей народного хозяйства.
31 мая 1995 года был уволен с должности начальника Южной железной дороги согласно поданному заявлению.
Умер 2 июня 2001 года. В 2007 году именем Александра Пучко была названа станция Южной железной дороги Огульцы.
В 2009 году газетой «Магистраль» и Укрзализныцей был проведен конкурс «Выдающиеся железнодорожники Украины», по итогам которого Александр Пучко занял почетное четвертое место, набрав 19 057 голосов.

## Награды
- Орден Трудового Красного Знамени
- Орден «Знак Почета»